# Калашников, Олег Николаевич
Олег Николаевич Калашников (8 марта 1964, СССР) — российский футболист, игрок в мини-футбол на позиции вратаря. Более всего известен выступлениями за новоуральский клуб «Строитель». Выступал за сборную России по мини-футболу.

## Биография
Калашников дебютировал в мини-футболе в составе новоуральского клуба «Строитель». По итогам чемпионата СНГ 1992 года новоуральцы стали бронзовыми призёрами турнира, а Олег был их главным вратарём. После этого он был приглашён в челябинский «Феникс», в составе которого провёл следующий сезон и вновь выиграл бронзовые медали чемпионата.
В то время Калашников рассматривался как кандидат на пост вратаря сборной России по мини-футболу. В 1992 году он принял в её составе участие в трёх матчах на международном турнире в Голландии, а также ездил на чемпионат мира 1992 года, правда сыгранными матчами на нём не отметился.
Летом 1993 года Калашников вернулся в «Строитель», где провёл ещё шесть сезонов, став наряду с Владимиром Бурлако одним из символов клуба. В сезоне 2001/02 Олег играл за «Тюмень».